# 바이어슈트라스 시그마 함수
바이어슈트라스 시그마 함수(Weierstrass Sigma Function)  {\displaystyle \sigma (z;\omega _{1},\omega _{2})} 로 부터,
{\displaystyle \sigma (z;g_{2},g_{3})}  불변량 값을 취하여,
{\displaystyle {{d\ln \sigma (z;g_{2},g_{3})} \over {dz}}=\zeta (z;g_{2},g_{3})\qquad }
{\displaystyle \lim _{z\to 0}^{}{{\sigma (z)} \over {z}}=1}
{\displaystyle \sigma (z;\omega _{1},\omega _{2})} 반기에서,
{\displaystyle \sigma (1;1,i)\left({1 \over 2}\right)}
{\displaystyle ={{\sigma (1;1,i)} \over {2}}}
{\displaystyle =\left({1 \over 2}\right)\sigma (1;1,i)}
{\displaystyle ={{2^{5 \over 4}e^{{\pi } \over {8}}{\sqrt {\pi }}} \over {\Gamma ^{2}\left({1 \over 4}\right)}}} {\displaystyle \qquad \Gamma (z)}은 감마 함수
{\displaystyle =0.4749493799....(OEISA102885)}
이 값은 바이어슈트라스 상수로 불린다.

## 바이어슈트라스 함수 패밀리(family)
- 바이어슈트라스 타원 함수
- 바이어슈트라스 시그마 함수
- 바이어슈트라스 에타 함수
- 바이어슈트라스 제타 함수
- 바이어슈트라스 P-함수

## 같이 보기
- 아이젠슈타인 열
- 아이젠슈타인 정수
- 바이어슈트라스 함수
- 타원함수
- 야코비 세타 함수
- 복소해석학